# 쎄크
주식회사 쎄크(영어: SEC)는 대한한국의 산업용 엑스레이 기업이다.

## 제품
엑스레이 검사 장비와 탁상형 주사전자현미경(Tabletop SEM) 등을 제조하며 컴퓨터단층촬영장치(CT) 기술을 바탕으로 배터리 제조 과정에서 불량 검사를 하는 고속 인라인 CT장비도 개발하였다.